# Hans Hofmann (Bibliothekar, 1890)
Hans Hofmann (* 28. Mai 1890 in Möckern bei Leipzig; † 2. März 1979 in Dresden) war ein deutscher Bibliothekar, Redakteur, Bergsteiger und Heimatforscher. Am Ende des Zweiten Weltkrieges war er als Leiter der Bibliothek der Technischen Hochschule Dresden maßgeblich an deren Sicherstellung vor Kriegs- und Nachkriegsverlusten beteiligt und befasste sich auch in späteren Jahren sehr intensiv mit der Geschichte der heutigen Sächsischen Landesbibliothek – Staats- und Universitätsbibliothek Dresden, wozu auch die Zusammenstellung einer vierbändigen Selbstbiographie zählte, die zur Aufarbeitung der Geschichte dieser Einrichtung in der Umbruchszeit beitrug. Daneben legte er im Auftrag der Sächsischen Akademie der Wissenschaften eine umfangreiche Bibliographie der Stadt Dresden an, die nach späteren Ergänzungen in Druck erschien.

## Leben und Wirken
Hofmann wurde als Sohn eines Arztes geboren. Nach dem Schulbesuch am Humanistischen Gymnasium in Leipzig studierte er an den Universitäten in München und Leipzig Philosophie und Geschichte. Er promovierte mit der Dissertation Hofrat und landesherrliche Kanzlei im meißnisch-albertinischen Sachsen vom 13. Jahrhundert bis 1548 zum Dr. phil. 1920 beendete er erfolgreich die Bibliothekarschule der Universität Leipzig mit dem Abschluss als Diplom-Bibliothekar. Anschließend war er an der Sächsischen Landesbibliothek in Dresden tätig, wo er für die Propagierung der Pflege und des Schutzes der Heimat wirkte. Sein Schwerpunkt war dabei die Landschaftsgestaltung in der Sächsischen Schweiz. Daneben gab er zahlreichen Auszubildenden Fachunterricht im Bereich Bibliographie.
Am 28. Juli 1937 beantragte er die Aufnahme in die NSDAP und wurde rückwirkend zum 1. Mai desselben Jahres aufgenommen (Mitgliedsnummer 5.878.420). Im Zweiten Weltkrieg war er von 1942 bis 1944 an der Staatsbibliothek Krakau tätig, kehrte dann wieder nach Dresden zurück. Am 13. Februar 1945 erlebte er die Zerstörung dieser Stadt, wo er seit Herbst 1944 an der Bibliothek der Technischen Hochschule kommissarischer Direktor war.
Zum 15. November 1945 erfolgte aufgrund seiner NSDAP-Mitgliedschaft die Entlassung aus dem öffentlichen Dienst. Fortan wirkte er als bibliothekarische Hilfskraft, danach als freier Mitarbeiter des Ministeriums für Bauwirtschaft der UdSSR. Von 1956 bis 1960 erarbeitete Hofmann im Auftrag der Sächsischen Akademie der Wissenschaften eine umfangreiche Bibliographie über Dresden. Danach war er bis 1970 Mitarbeiter der Bibliothek des Staatlichen Museums für Mineralogie und Geologie in Dresden und baute die dortige fundierte Fachbibliothek aus.
In seiner Freizeit organisierte er 1948 den ersten Lehrgang für Heimatkunde an der Volkshochschule Dresden. Ab 1953 war er am Aufbau eines Naturkundekabinetts in der Jugendherberge auf der Burg Hohnstein maßgeblich beteiligt. Gleichzeitig wirkte er bei der Einrichtung der Ausstellung über das KZ Hohnstein.
Hofmann betätigte sich auch als Geologe und Bergsteiger und war Mitglied des Deutschen und Österreichischen Alpenvereins. Im März 1931 nahm er die Winterbesteigung der Vorderen Sonnenwand vom Mittleren Sonnenwandferner her durch die Rinne zwischen Östlicher und Vorderer Sonnenwand vor. Er war mit dem österreichischen Alpenpublizisten Walther Flaig befreundet, der ihm 1941 die Schrift Der Lawinen-Franzjosef widmete.
Beim Sachsenverlag Dresden publizierte er in den 1950er Jahren die beiden, in hoher Auflage erschienenen Bildbände über die Deutschen Alpen und die Sächsische Schweiz, für die er die Einführungstexte verfasste. Von 1960 bis 1964 war er Redakteur des Postreiter-Bergkalenders.
Seine mineralogische Sammlung umfasste ca. 720 Stufen.
Nach dem Tod seiner Frau 1973 arbeitete er zurückgezogen an der Vollendung seiner vierbändigen Selbstbiographie, die sich heute in der Manuskriptensammlung der Universitäts- und Landesbibliothek Dresden befindet.
Hoffmann starb 1979 in Dresden und wurde auf dem Waldfriedhof Weißer Hirsch beerdigt.
2002/03 wurden in der Stadt Hohnstein (Sächsische Schweiz) bei der Neugestaltung des naturkundlichen und kulturgeschichtlichen Lehrpfades auf die Texte der Tafeln zurückgegriffen, die Hofmann in den 1950er Jahren dort erarbeitet hatte.

## Publikationen (Auswahl)
- Hofrat und landesherrliche Kanzlei im meißnisch-albertinischen Sachsen vom 13. Jahrhundert bis 1547/48. Leipzig 1920.
- Der Hochgebirgsmaler Hanns Herzing in Dresden. In: Mittheilungen des Deutschen und Oesterreichischen Alpenvereins 1935, S. 34 f.
- mit Gottfried Benndorf: Die Sächsische Landesbibliothek 1920–1936. In: H. Neubert (Hrsg.): Festschrift Martin Bollert zum 60. Geburtstage. Dresden 1936, S. 1–14.
- Der Landschafter Hanns Herzing. Dresden 1939.
- (Redaktion): Burg und Stadt Hohnstein. Hohnstein 1954.
- (Hrsg.): Festschrift Martin Bollert zum achtzigsten Geburtstag am 11. Oktober 1956, dargebracht von Freunden und Mitarbeitern. Landesdruckerei Sachsen Dresden 1956.
- Deutsche Alpen in der Reihe „Unsere schöne Heimat“, herausgegeben von Ulrich Pohle. Sachsenverlag, Dresden 1957.
- Sächsische Schweiz in der Reihe „Unsere schöne Heimat“, herausgegeben von Ulrich Pohle. Sachsenverlag, Dresden 1958; 2. Aufl. Dresden 1959.
- (Redaktion): Postreiter-Bergkalender 1960; 1961, 1962, 1963 und 1964.
- Schneckenhaus und Dom. Ein Buch vom Zweifel und vom Glauben. Dresden 1965.
- (Redaktion): Die heimatkundlichen Lehrpfade der Sächsischen Schweiz. Wehlen 1966.
- Landkarten in Büchern und Zeitschriften. In: Zentralblatt für Bibliothekswesen 81, 1967, S. 280–283.
- Beitrag zu einer Geschichte der Bibliothek der Technischen Hochschule zu Dresden. Mitteilungen als Quellenmaterial aus dem Zeitraum 1920–1946. Dresden 1971.